# Hellas Planitia
Hellas Planitia, die Hellas-Tiefebene, ist der größte Impaktkrater des Mars und nach dem Südpol-Aitken-Becken auf dem Erdmond der zweitgrößte bekannte des Sonnensystems. Er ist zudem der größte sichtbare Krater des Sonnensystems. Das Einschlagbecken wurde nach Hellas, dem Eigennamen für Griechenland, benannt.

## Beschreibung
Der Marskrater befindet sich auf der südlichen Hemisphäre des Planeten. Er hat eine elliptische Form mit einer Größe von etwa 2200 km × 1600 km und ist mit einer Tiefe von bis zu 9 km die tiefste Region auf dem Mars. Um den Krater verläuft ein Ring aus aufgeworfenem Material von etwa 2 km Höhe.
Nordöstlich von Hellas Planitia liegt der Vulkan Hadriacus Mons. Hadriaca Patera, die 66 km große Caldera des Vulkans, liegt bei 30° 12′ S, 92° 47′ O. Am südlichen Hang des Vulkans beginnt das Stromtal des 794 km langen Dao Vallis (37° 37′ S, 88° 53′ O) und reicht bis zum östlichen Grund des Marskraters. Das Dao Vallis wird durch das 360 km lange Niger Vallis (34° 58′ S, 92° 34′ O), am südöstlichen Hang des Vulkans beginnend, verlängert. Östlich von Hellas Planitia beginnt das 527 km lange Stromtal Harmakhis Vallis (40° 59′ S, 90° 4′ O), welches ebenfalls bis zum östlichen Grund des Marskraters verläuft.

## Entwicklung
Hellas Planitia entstand vermutlich vor etwa 3,9 bis 3,5 Mrd. Jahren, in der Noachischen Periode, durch den Einschlag eines kilometergroßen Asteroiden. 